# Penisola Terpenija
La penisola Terpenija (in russo полуостров Терпения) si trova sul lato orientale dell'isola di Sachalin e termina con il capo omonimo. Amministrativamente è situata nel Poronajskij rajon dell'oblast' di Sachalin. Il termine terpenie (терпение) in russo significa "pazienza".
La penisola, che si protende per 65 km nel mare di Ochotsk, racchiude a ovest il golfo Terpenija, La sua larghezza va da meno di 1 km (sull'istmo Lodočnyj) ai 20 km; l'altezza arriva fino a 350 m.. 

## Clima
| Penisola Terpenija (1991-2020) Fonte: | Mesi         | Mesi         | Mesi         | Mesi         | Mesi        | Mesi        | Mesi        | Mesi        | Mesi        | Mesi        | Mesi         | Mesi         | Stagioni | Stagioni | Stagioni | Stagioni | Anno  |
| Penisola Terpenija (1991-2020) Fonte: | Gen          | Feb          | Mar          | Apr          | Mag         | Giu         | Lug         | Ago         | Set         | Ott         | Nov          | Dic          | Inv      | Pri      | Est      | Aut      | Anno  |
| ------------------------------------- | ------------ | ------------ | ------------ | ------------ | ----------- | ----------- | ----------- | ----------- | ----------- | ----------- | ------------ | ------------ | -------- | -------- | -------- | -------- | ----- |
| T. max. media (°C)                    | −8,4         | −8,4         | −3,6         | 0,8          | 4,1         | 8,3         | 12,4        | 14,8        | 13,5        | 8,8         | 1,8          | −5,0         | −7,3     | 0,4      | 11,8     | 8,0      | 3,3   |
| T. media (°C)                         | −10,9        | −11,3        | −6,3         | −1,3         | 1,6         | 5,6         | 9,8         | 12,1        | 11,0        | 6,8         | −0,2         | −7,0         | −9,7     | −2,0     | 9,2      | 5,9      | 0,8   |
| T. min. media (°C)                    | −13,3        | −14,1        | −8,9         | −3,1         | 0,0         | 3,7         | 8,0         | 9,9         | 9,1         | 4,8         | −2,2         | −9,2         | −12,2    | −4,0     | 7,2      | 3,9      | −1,3  |
| T. max. assoluta (°C)                 | 2,2 (1995)   | 2,5 (1985)   | 5,1 (1966)   | 13,9 (1948)  | 20,0 (1948) | 26,1 (1949) | 25,0 (1950) | 28,9 (1949) | 26,1 (1949) | 18,9 (1948) | 12,2 (1948)  | 6,1 (1949)   | 6,1      | 20,0     | 28,9     | 26,1     | 28,9  |
| T. min. assoluta (°C)                 | −27,9 (1961) | −29,1 (2001) | −23,4 (1954) | −18,5 (1999) | −7,0 (1980) | −4,7 (2018) | 0,0 (1949)  | 3,6 (1988)  | 1,1 (1948)  | −5,4 (2009) | −14,9 (1987) | −25,8 (1952) | −29,1    | −23,4    | −4,7     | −14,9    | −29,1 |
| Precipitazioni (mm)                   | 41           | 32           | 36           | 35           | 39          | 48          | 60          | 62          | 67          | 79          | 56           | 47           | 120      | 110      | 170      | 202      | 602   |